# Algoasaurus
Algoasaurus é um gênero de dinossauros saurópodes que viveram na África do Sul no final do Jurássico e início do Cretáceo entre o Tithoniano e o Berriasiano, entre cerca de 150 e 145 milhões de anos atrás na Formação Kirkwood. Foi um neosaurópodo, e embora tenha sido frequentemente atribuído a Titanosauridae, não há nenhuma evidência disso, e avaliações recentes o têm considerado um saurópode indeterminado.
A espécie-tipo, A. bauri foi nomeada pelo paleontólogo Robert Broom em 1904, a partir de uma vértebra dorsal, fêmur e falange ungueal. Os fósseis foram recuperados em 1903 por trabalhadores de uma pedreira que não reconheceram como espécimes de dinossauros e muitos dos ossos foram transformados em tijolos e assim destruídos. O animal pode ter medido em torno de 9 metros de comprimento em vida.